# Стеблівський Євген Віталійович
Євген Віталійович Стеблівський (14 січня 1969, Звенигородка) — український письменник, журналіст, волонтер. Автор романів "Помста" (2024 р.), "Лють" (2023 р.),  "Клич індички" (2023 р.), трилогії «Звенигора. Шабля на комісара» (2012, 2015 р.р.),  "Генерал. Пророцтво Юрка Тютюнника" (2018 р.), «Кіборги. Сага про воїнів» (2016 р.), романів «Дорогою до схід сонця», «Завтра може не бути», оповідань та ін.
Роман "Лють" увійшов у Довгий список Кращих книг 2023 року за версією BBC Words. Романи «Звенигора. Шабля на комісара» та "Кіборги"  представлені в бібліотеках України,,Стенфордського університету
, університету Торонто. Романи «Кіборги» та "Генерал" оцінили читачі української діаспори Ірландії та української діаспори Австралії.

## Життєпис
Народився і провів дитинство в місті Звенигородка. Після зкінчення школи навчався в Одеському політехнічному університеті, отримав диплом інженера. Служив в армії у військовій розвідці, закінчив навчальний центр в смт Десна. Після закінчення центру отримав звання сержанта. Завоював звання чемпіона університету з боксу у вазі до 71 кг.
Перші есе і оповідання Євгена Стеблівського були надруковані в 1992 році в одеській газеті «Порто-Франко». В 1993—2001 роках автор працював журналістом в газетах «Порто-Франко», «Моряк України», написав ряд статей про війну в Придністров′ї.
В 2001—2018 рр. працював в інжинірингових компаніях.
Живе і працює в Одесі.

## Громадська діяльність
У 2012 році, після друку роману «Звенигора. Шабля на комісара», виїжджав на презентації книги в ряд районних центрів Черкаської області разом з активістами проукраїнських організацій. На презентаціях закликали до опору дійсному режимові Януковича.Передав кілька десятків книг бібліотеці Майдану та активістам Звенигородки, які вранці 20 лютого 2014 р. зупинили 18 автобусів з 600 «тітушками» в Звенигородці на шляху на Київ. 
У червні 2014 — січні 2015 р.р. працював волонтером організації громадської безпеки в Одесі, допомагав збирати допомогу бійцям 28-ї окремої механізованої бригади та добровольчому батальйону "Шторм". Виступав перед бійцями полку «Азов» в Одесі, їздив з книгами і лекціями до українських військових у прифронтову зону в район Маріуполь — Юріївка — Широкине. Відвозив роман «Звенигора. Шабля на комісара» на передову бійцям розвідки у Лебединському.

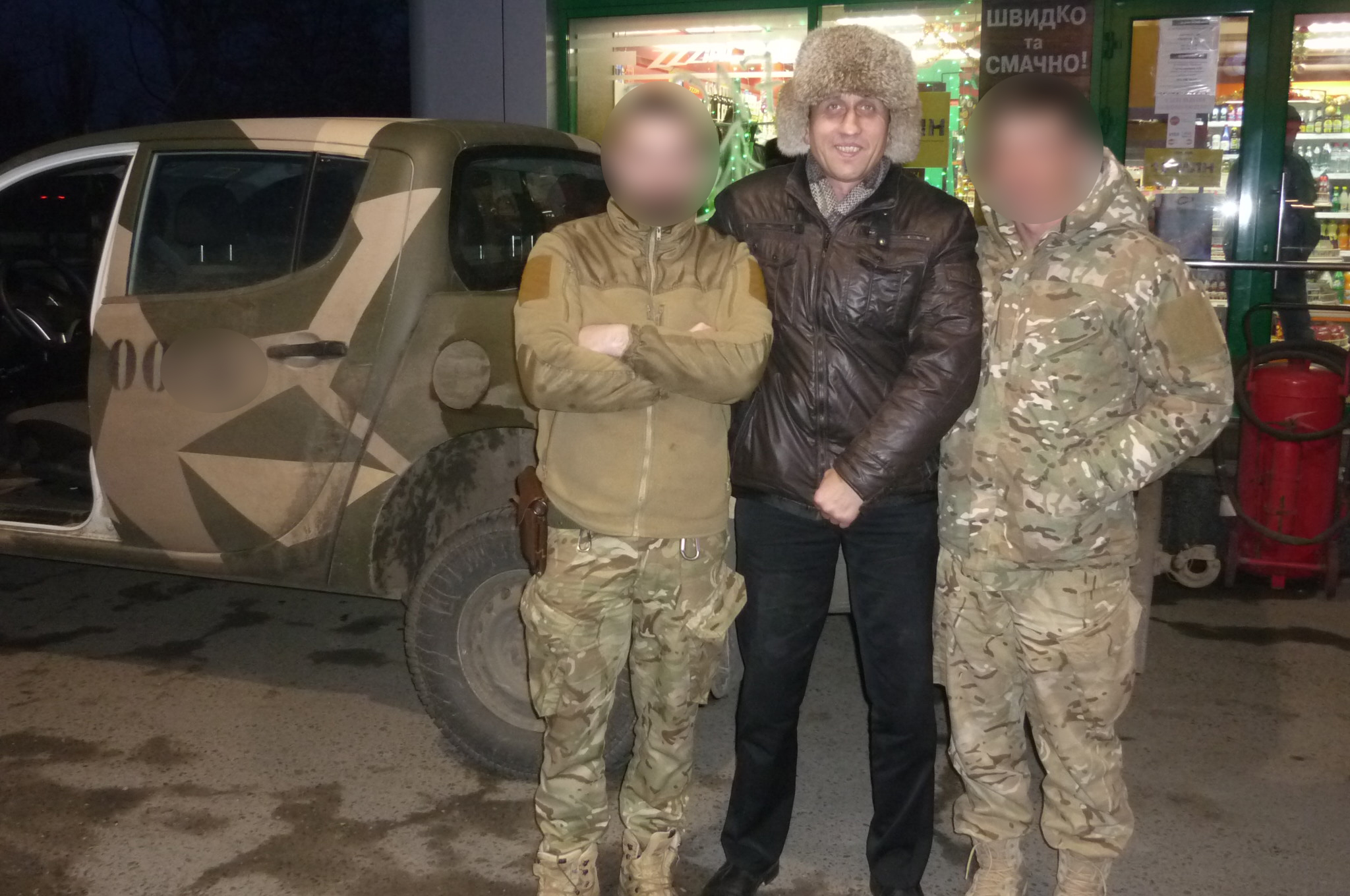
Є. Стеблівський, дорогою на Лебединське

У 2015—2018 р.р. активно співпрацює зі школою «Шторм» українського бойового мистецтва «Бойовий гопак» в Одесі. Разом з гопаківцями спільно готували презентації і виїжджали з просвітницькою метою в Холодний Яр, Ізмаїл, Черкаси, Доброслав, Київ, брали участь у ряді програм на телебаченні і радіо в Одесі і Києві.
У 2022 - 2023 р.р. збирає допомогу для 28-ї омбр ЗСУ, протягом 2023 - 2024 р.р. як водій допомагав переганяти автівки для бригад ЗСУ у прифронтові райони: Краматорськ - Дружківку - Костянтинівку, Покровськ, Велику Новосілку, Херсон - Станіслав.

## Письменницька і журналістська творчість
Основною темою письменника є гостросюжетні історичні романи та романи про сучасні російсько-українські війни. Автор започаткував серію «Український бойовик» у видавництві «Ярославів Вал». Роман «Звенигора. Шабля на комісара» вперше виданий в Одеському видавництві «Апрель», мав три перевидання. Вперше був оцінений читачами на фестивалі «Холодний Яр» у Медведівці-Мельниках в 2012 та 2013, 2016, 2017 роках. Роман вчетверте перевиданий у видавництві «Ярославів Вал» в 2015 р. в твердій обкладинці.

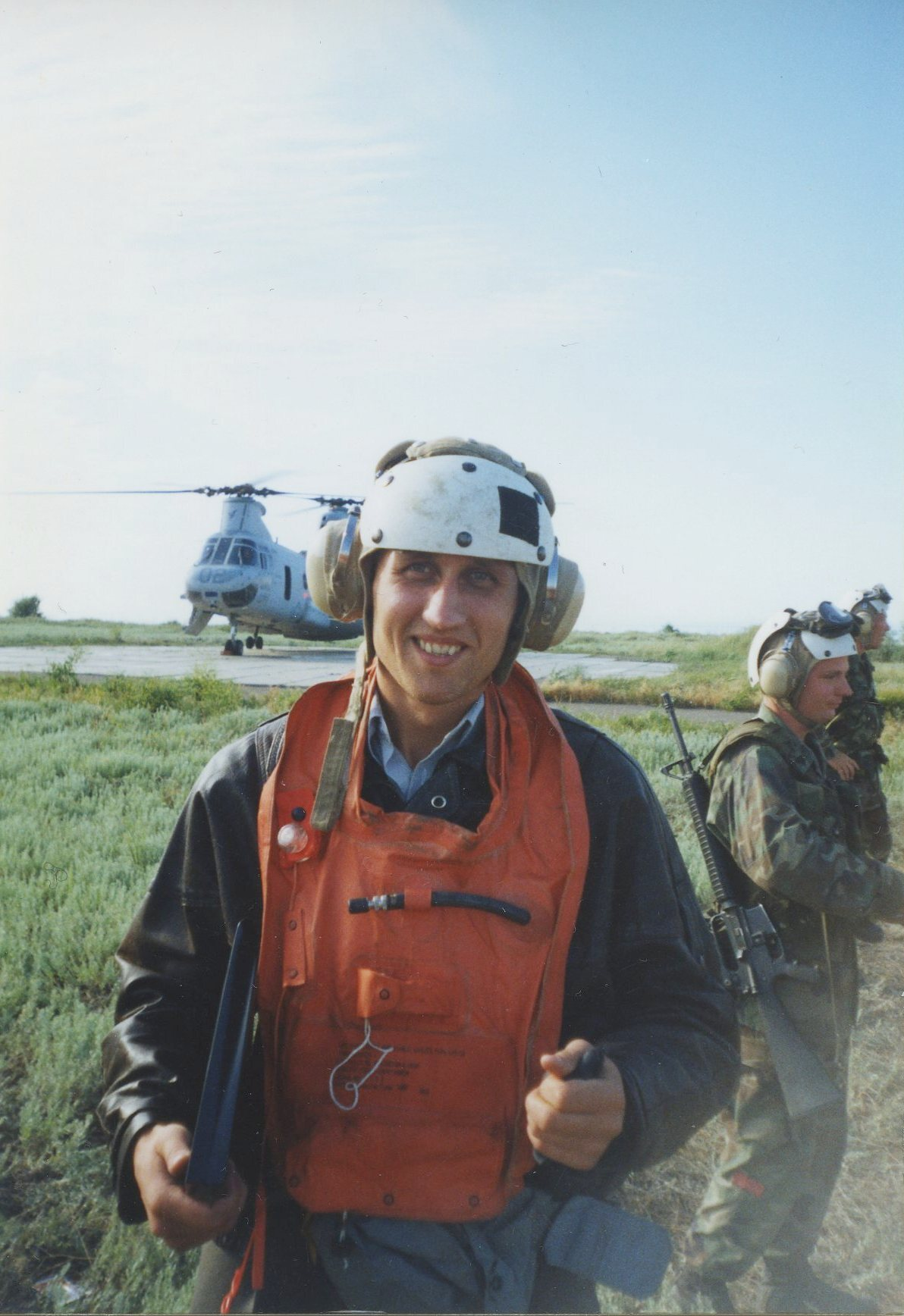
Є. Стеблівський, військові навчання «Sea Breeze»

Опубліковані рецензії на роман «Звенигора. Шабля на комісара» і на роман «Кіборги. Сага про воїнів» у виданні «Слово Просвіти», газеті «Нація і держава». Рецензія на роман «Звенигора» доцента кафедри української літератури Черкаського національного університету імені Богдана Хмельницького Ганни Клименко-Синьоок опублікована на інтернет-сайті «Буквоїд». Роман «Звенигора» рекомендований для вивчення студентам методичними посібниками Черкаського національного універститету ім. Богдана Хмельницького. Рекомендований для вивчення історії Української революції 1917—1921 р.р. Став об′єктом доповідей та дискусій магістрантів університету. Роман неодноразово входив у трійку чи п′ятірку історичних українських романів 2015—2017 р.р. на інтернет-оглядах видавництв «Зелений пес», сайтів «Золота пектораль» та ін.. За сюжетом роману "Кіборги. Сага про воїнів" написаний сценарій та неодноразово ставилась п`єса у дитячому Центрі "Молода Гвардія"  (Одеса).
Під час роботи журналістом автор опублікував більше 1000 статей в одеських та регіональних газетах. Написав 8 репортажів про війну в Придністров′ї. Працював в відділі кримінальної інформації, неодноразово виїжджав на виклики та патрулювання разом з прес-службою МВС в Одесі. Літав на гелікоптерах Південного напрямку Прикордонних військ України на острів Зміїний та ходив у морські патрулювання проти турецьких шхун-браконьєрів. Шість разів був на о. Сахалін, звідки написав ряд репортажів про Далекий Схід. Брав участь у спільних військових навчаннях «Sea Breeze» на десантному кораблі ВМС США «Трентон», як журналіст. У 2016-2019 роках писав статті для українських інтернет-видань, а також статті у соціальних мережах.